# Trek Factory Racing/Saison 2015
Diese Liste beschreibt die Mannschaft und die Erfolge des Radsportteams Trek Factory Racing in der Saison 2015.

## Saison 2015

### Erfolge in der UCI WorldTour
| Datum        | Rennen                            | Sieger            |
| ------------ | --------------------------------- | ----------------- |
| 17. März     | 7. Etappe Tirreno–Adriatico (EZF) | Fabian Cancellara |
| 7. April     | 2. Etappe Vuelta al País Vasco    | Fabio Felline     |
| 29. August   | 8. Etappe Vuelta a España         | Jasper Stuyven    |
| 3. September | 12. Etappe Vuelta a España        | Danny van Poppel  |
| 7. September | 16. Etappe Vuelta a España        | Fränk Schleck     |

### Erfolge in der UCI America Tour
| Datum           | Rennen                                         | Kat. | Fahrer              |
| --------------- | ---------------------------------------------- | ---- | ------------------- |
| 25. Mai         | US-amerikanische Meisterschaft – Straßenrennen | CN   | Matthew Busche      |
| 2. September    | 1. Etappe Tour of Alberta (MZF)                | 2.1  | Trek Factory Racing |
| 2.–7. September | Gesamtwertung Tour of Alberta                  | 2.1  | Bauke Mollema       |

### Erfolge in der UCI Asia Tour
| Datum       | Rennen                 | Kat. | Fahrer            |
| ----------- | ---------------------- | ---- | ----------------- |
| 18. Februar | 2. Etappe Tour of Oman | 2.HC | Fabian Cancellara |
| 18. Oktober | Japan Cup              | 1.HC | Bauke Mollema     |

### Erfolge in der UCI Europe Tour
| Datum         | Rennen                                          | Kat. | Fahrer           |
| ------------- | ----------------------------------------------- | ---- | ---------------- |
| 8. Februar    | 5. Etappe Étoile de Bessèges (EZF)              | 2.1  | Bob Jungels      |
| 4.–8. Februar | Gesamtwertung Étoile de Bessèges                | 2.1  | Bob Jungels      |
| 8. März       | 2. Etappe Driedaagse van West-Vlaanderen        | 2.1  | Danny van Poppel |
| 19. März      | Gran Premio Nobili Rubinetterie                 | 1.HC | Giacomo Nizzolo  |
| 28. März      | 2. Etappe Critérium International (EZF)         | 2.HC | Fabio Felline    |
| 25. Juni      | Luxemburgische Meisterschaft – Einzelzeitfahren | CN   | Bob Jungels      |
| 28. Juni      | Luxemburgische Meisterschaft – Straßenrennen    | CN   | Bob Jungels      |
| 26. Juli      | 2. Etappe Tour de Wallonie                      | 2.HC | Danny van Poppel |
| 29. Juli      | 5. Etappe Tour de Wallonie                      | 2.HC | Danny van Poppel |
| 6. September  | GP de Fourmies                                  | 1.HC | Fabio Felline    |

### Zugänge – Abgänge
| Zugänge          | Team 2014               | Abgänge            | Team 2015    |
| ---------------- | ----------------------- | ------------------ | ------------ |
| Bauke Mollema    | Belkin-Pro Cycling Team | Robert Kišerlovski | Tinkoff-Saxo |
| Gert Steegmans   | Omega Pharma-Quick Step | Danilo Hondo       | Karriereende |
| Marco Coledan    | Bardiani CSF            | Andy Schleck       | Karriereende |
| Daniel McConnell | Trek Factory Racing     | Jens Voigt         | Karriereende |

### Mannschaft
| Name                | Geburtsdatum       | Nationalität       |              |
| ------------------- | ------------------ | ------------------ | ------------ |
| Eugenio Alafaci     | 9. August 1990     | Italien            |              |
| Julián Arredondo    | 30. Juli 1988      | Kolumbien          |              |
| Fumiyuki Beppu      | 10. April 1983     | Japan              |              |
| Matthew Busche      | 9. Mai 1985        | Vereinigte Staaten |              |
| Fabian Cancellara   | 18. März 1981      | Schweiz            |              |
| Marco Coledan       | 22. August 1988    | Italien            |              |
| Stijn Devolder      | 29. August 1979    | Belgien            |              |
| Laurent Didier      | 19. Juli 1984      | Luxemburg          |              |
| Fabio Felline       | 29. März 1990      | Italien            |              |
| Markel Irízar       | 5. Februar 1980    | Spanien            |              |
| Bob Jungels         | 22. September 1992 | Luxemburg          |              |
| Daniel McConnell    | 9. August 1985     | Australien         |              |
| Bauke Mollema       | 26. November 1986  | Niederlande        |              |
| Giacomo Nizzolo     | 30. Januar 1989    | Italien            |              |
| Jaroslaw Popowytsch | 4. Januar 1980     | Ukraine            |              |
| Boy van Poppel      | 18. Januar 1988    | Niederlande        |              |
| Danny van Poppel    | 26. Juli 1993      | Niederlande        |              |
| Grégory Rast        | 17. Januar 1980    | Schweiz            |              |
| Hayden Roulston     | 10. Januar 1981    | Neuseeland         |              |
| Fränk Schleck       | 15. April 1980     | Luxemburg          |              |
| Jesse Sergent       | 8. Juli 1988       | Neuseeland         |              |
| Fábio Silvestre     | 25. Januar 1990    | Portugal           |              |
| Gert Steegmans      | 30. September 1980 | Belgien            |              |
| Jasper Stuyven      | 17. April 1992     | Belgien            |              |
| Kristof Vandewalle  | 5. April 1985      | Belgien            |              |
| Calvin Watson       | 6. Januar 1993     | Australien         |              |
| Riccardo Zoidl      | 8. April 1988      | Österreich         |              |
| Haimar Zubeldia     | 1. April 1977      | Spanien            |              |
| Stagiaires          | Stagiaires         | Nationalität       | Nationalität |
| Leonardo Basso      | Leonardo Basso     | Italien            |              |
| Julien Bernard      | Julien Bernard     | Frankreich         |              |
| Szymon Rekita       | Szymon Rekita      | Polen              |              |